# Mats Lindgren
Pour les articles homonymes, voir Lindgren.
Mats Lindgren (né le 1er octobre 1974 à Skellefteå) est un joueur professionnel suédois de hockey sur glace devenu entraîneur.

## Biographie
En 1984, il commence sa carrière dans la Division 1 avec son club formateur du Skellefteå AIK. Il est choisi en première ronde en 15e position par les Jets de Winnipeg lors du repêchage d'entrée dans la Ligue nationale de hockey. Il part en Amérique du Nord en 1995. Il a évolué dans la LNH avec les Oilers d'Edmonton, les Islanders de New York et les Canucks de Vancouver. Il met un terme à sa carrière en 2003.

## Carrière internationale
Il a représenté la Suède au niveau international. Il a participé aux Jeux Olympiques de 1998.

## Statistiques
Pour les significations des abréviations, voir Statistiques du hockey sur glace.

### En club
| Saison     | Équipe                | Ligue      |     | Saison régulière | Saison régulière | Saison régulière | Saison régulière | Saison régulière |    | Séries éliminatoires | Séries éliminatoires | Séries éliminatoires | Séries éliminatoires | Séries éliminatoires |
| Saison     | Équipe                | Ligue      | PJ  | B                | A                | Pts              | Pun              | PJ               | B  | A                    | Pts                  | Pun                  |                      |                      |
| 1990-1991  | Skellefteå AIK        | Division 1 | 10  | 0                | 1                | 1                | 0                |                  |    |                      |                      |                      |                      |                      |
| 1991-1992  | Skellefteå AIK        | Division 1 | 29  | 14               | 8                | 22               | 14               |                  |    |                      |                      |                      |                      |                      |
| 1992-1993  | Skellefteå AIK        | Division 1 | 29  | 14               | 8                | 22               | 14               | --               | -- | --                   | --                   | --                   |                      |                      |
| 1993-1994  | Färjestads BK         | Elitserien | 22  | 11               | 6                | 17               | 26               |                  |    |                      |                      |                      |                      |                      |
| 1994-1995  | Färjestads BK         | Elitserien | 37  | 17               | 15               | 32               | 20               | 3                | 0  | 0                    | 0                    | 4                    |                      |                      |
| 1995-1996  | Oilers du Cap-Breton  | LAH        | 13  | 7                | 5                | 12               | 6                | --               | -- | --                   | --                   | --                   |                      |                      |
| 1996-1997  | Bulldogs de Hamilton  | LAH        | 9   | 6                | 7                | 13               | 6                | --               | -- | --                   | --                   | --                   |                      |                      |
| 1996-1997  | Oilers d'Edmonton     | LNH        | 69  | 11               | 14               | 25               | 12               | 12               | 0  | 4                    | 4                    | 0                    |                      |                      |
| 1997-1998  | Oilers d'Edmonton     | LNH        | 82  | 13               | 13               | 26               | 42               | 12               | 1  | 1                    | 2                    | 10                   |                      |                      |
| 1998-1999  | Oilers d'Edmonton     | LNH        | 48  | 5                | 12               | 17               | 22               | --               | -- | --                   | --                   | --                   |                      |                      |
| 1998-1999  | Islanders de New York | LNH        | 12  | 5                | 3                | 8                | 2                | --               | -- | --                   | --                   | --                   |                      |                      |
| 1999-2000  | Islanders de New York | LNH        | 43  | 9                | 7                | 16               | 24               | --               | -- | --                   | --                   | --                   |                      |                      |
| 2000-2001  | Islanders de New York | LNH        | 20  | 3                | 4                | 7                | 10               | --               | -- | --                   | --                   | --                   |                      |                      |
| 2001-2002  | Islanders de New York | LNH        | 59  | 3                | 12               | 15               | 16               | --               | -- | --                   | --                   | --                   |                      |                      |
| 2002-2003  | Moose du Manitoba     | LAH        | 4   | 0                | 1                | 1                | 6                | --               | -- | --                   | --                   | --                   |                      |                      |
| 2002-2003  | Canucks de Vancouver  | LNH        | 54  | 5                | 9                | 14               | 18               | --               | -- | --                   | --                   | --                   |                      |                      |
| Totaux LNH | Totaux LNH            | Totaux LNH | 387 | 54               | 74               | 128              | 146              | 24               | 1  | 5                    | 6                    | 10                   |                      |                      |